# Witte Paters

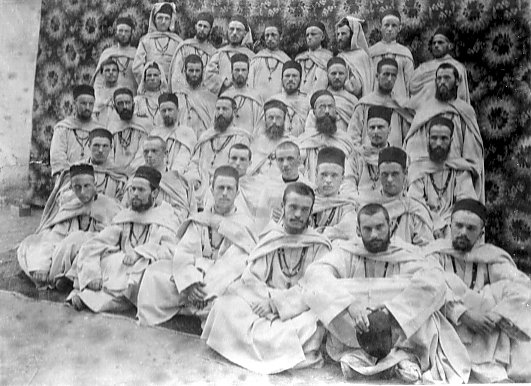
Gezelschap Witte Paters in Algiers (1885)

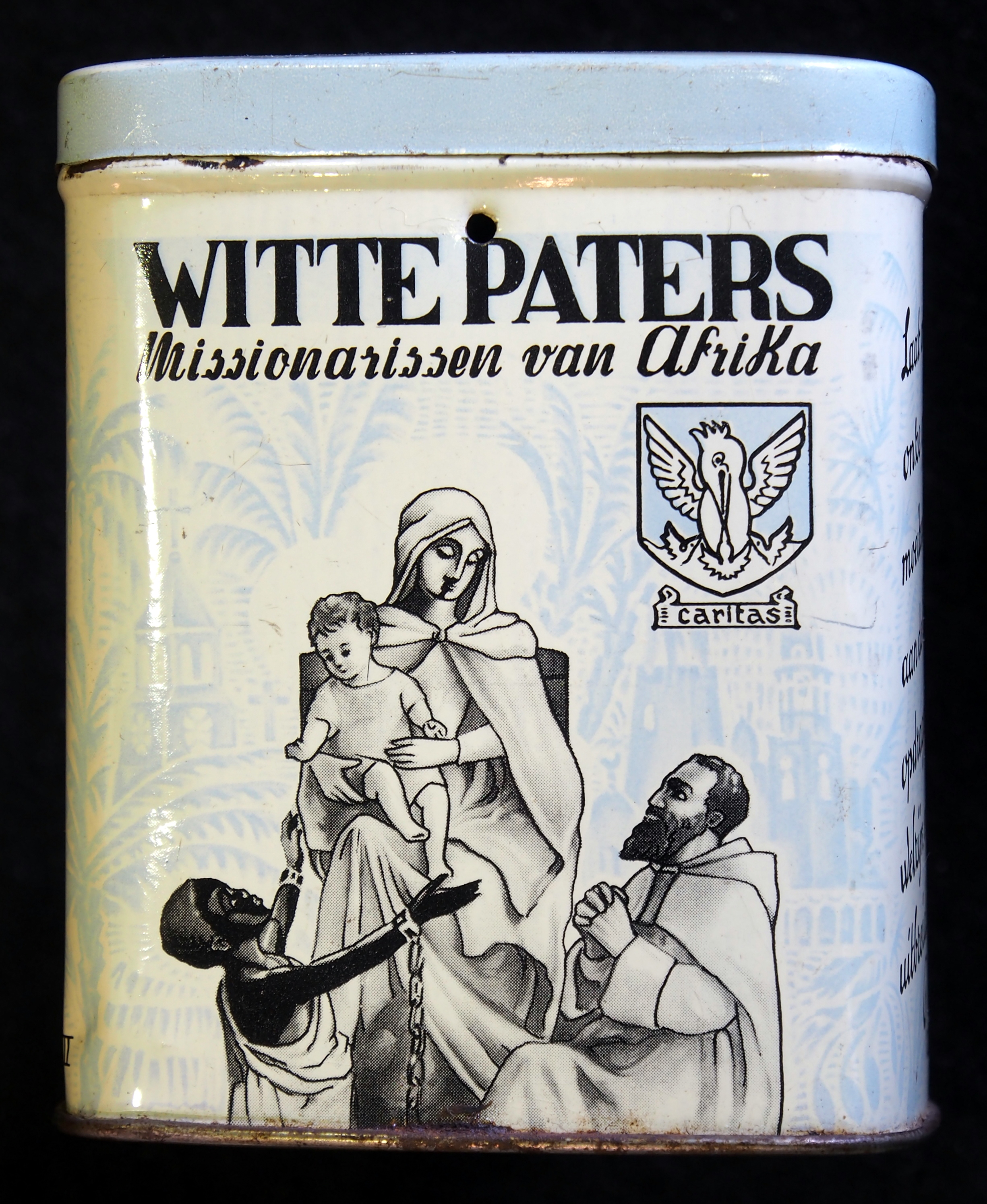
Collectebus van de Witte Paters

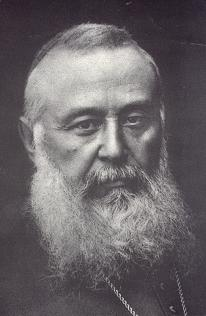
Charles kardinaal Lavigerie, stichter van de Witte Paters

De Afrikaanse Missies (M.A., M.Afr. of M.Fr.) of Missionarissen van Afrika, beter bekend als de Witte Paters (Patres Albi, P.A.), voluit Sociëteit van Missionarissen van Afrika is een Gemeenschap van apostolisch leven binnen de Rooms-Katholieke Kerk.
De Sociëteit werd in 1868 door Charles kardinaal Lavigerie (1825–1892), aartsbisschop van Algiers in Algerije gesticht. Een jaar later, in 1869, stichtte hij ook de congregatie van de Zusters Missionarissen van Onze Lieve Vrouw van Afrika (Witte Zusters).
De naam "Witte Paters" komt van de witte, Arabische klederdracht die de missionarissen droegen, samen met een rozenkrans rond de hals. Lavigerie stond er op dat Witte Paters zich de taal en de gewoontes van de Afrikanen zouden eigen maken en respect zouden tonen voor hun cultuur en geloofsovertuiging. Zijn voornaamste instructies om de geloofsverkondiging bij de Afrikaanse bevolking succesvol te kunnen aanpakken waren "U spreekt hun taal – u eet zoals zij – u kleedt u zoals zij". De paters droegen derhalve de kandora (een oosters gewaad met lange mouwen), de burnous (een cape) en de chéchia (de Noord-Afrikaanse versie van de fez). Op de kandora (djellaba) droegen de witte paters een rozenkrans als religieus onderscheidingsteken.
De congregatie was onder meer actief in Congo (de Onafhankelijke Congostaat en Belgisch-Congo). "Ook al moest ik er mijn leven voor geven, waaraan zou ik het beter besteden dan aan de vrijkoop van die arme slaven" is een bekende uitspraak van Kardinaal Lavigerie. De congregatie speelt nog altijd een grote rol in het aartsbisdom Algiers en diens suffragane bisdommen, en ook in het bisdom Laghouat dat rechtstreeks onder de Heilige Stoel ressorteert. 
De Missionarissen van Afrika moeten niet verward worden met de Sociëteit voor Afrikaanse Missiën, een in 1856 te Lyon gestichte missiecongregatie.

## Organisatie
Wereldwijd waren er in juli 2011 nog 1.541 Witte Paters uit 37 landen. In 2014 waren dit er 1.366 uit nog steeds 37 landen met een gemiddelde leeftijd van 69,5 jaar. Ze zijn actief in 217 gemeenschappen in 42 landen waaronder 22 Afrikaanse landen. 
Het generalaat van de orde is in Rome gevestigd, aan de Via Aurelia. Generaal-overste is in 2019 de Zambiaan Stanley Lubungo. Het kapittel van 2016 verbreedde de missie van de sociëteit naar de Afrikaanse diaspora in de westerse wereld.
De Europese provincie omvat Duitsland, België, Spanje, Frankrijk, Groot-Brittannië, Ierland, Italië, Nederland, Polen en Zwitserland.

### België
In 1880 werd een eerste huis in België geopend in Sint-Lambrechts-Woluwe. De Witte Paters hebben voorts huizen (gehad) in Varsenare, Antwerpen, Brussel, Genk, Munsterbilzen, Namen, Leuven en Luik. Daarnaast hebben enkele rusthuizen 'voorbehouden kamers' voor deze paters.
Op 1 juli 2008 werd de Belgische provincie van de Witte Paters officieel de Belgische sector van de nieuw opgerichte Europese provincie van de Sociëteit van de Missionarissen van Afrika. Volgens de statuten van de nieuwe Europese provincie wordt elke sector geleid door een verkozen Provinciaal Gedelegeerde. Pater Luc Putzeijs is in 2019 de Provinciaal Gedelegeerde van de Sector België. 
In 2008 waren er nog 246 Belgische Witte Paters: 171 in België, 63 in Afrika en 12 elders. In 2011 was het aantal paters teruggevallen op 160, waarvan 50 nog steeds actief in Afrika.
Bekende Belgische Witte Paters waren:
- Alfons Matthysen (1890–1963), Belgische bisschop in Congo
- Amaat Vyncke (1850-1888)[2], eerste Belgische missionaris in Congo (de Onafhankelijke Congostaat) - stichter van het tijdschrift De Vlaamsche Vlagge - uitvoerder van de eerste pokkenvaccinatie in Centraal-Afrika
- Charles Deckers, actief in Algerije
- Georges Defour, actief in Congo
- Victor Roelens, Belgische bisschop in Congo (de Onafhankelijke Congostaat en Belgisch-Congo). Op 21 juli 1917 zorgde hij voor een wereldprimeur toen hij de eerste zwarte priester wijdde.

### Nederland
Ten gevolge van de seculariseringspolitiek in Frankrijk trokken de Witte Paters in 1889 ook naar Nederland. Vooreerst opgevangen in Haaren (Noord-Brabant) vestigden zij zich in 1892 definitief in Boxtel, in klooster Sint Charles. In de jaren 60 van de vorige eeuw werd dit feitelijk een kloosterbejaardoord. In de jaren 80 moest het gebouw wijken voor de verbreding van de autoweg N2 tot autosnelweg A2 en verhuisden de overgebleven bewoners naar het voormalige klooster van de zusters franciscanessen te Heythuysen. De graven van het kloosterkerkhof zijn toen ook verhuisd naar Heythuysen.
Verder waren er nog Witte Paters gevestigd in Sterksel, Lage Mierde, 's-Hertogenbosch, 's-Heerenberg, Santpoort en Den Haag. 
In 1967 richtten theologiestudenten in Tilburg, financieel gesteund door de Congregatie van de Witte Paters, een documentatie– en informatiecentrum op onder de naam Centrum voor Christelijke OntwikkelingsSamenwerking (CVCOS). Dit was de voorloper van het eerste Centrum voor OntwikkelingsSamenwerking (COS) in Nederland.
In 2014 waren er nog 35 Nederlandse Witte Paters actief in Afrika.